# Elimination Chamber 2015
Elimination Chamber 2015 è stata la sesta edizione dell'omonimo evento in pay-per-view prodotto annualmente dalla WWE. L'evento si è svolto il 31 maggio 2015 all'American Bank Center di Corpus Christi (Texas).

## Storyline
Il 17 maggio, a Payback, Seth Rollins ha difeso con successo il WWE World Heavyweight Championship in un Fatal 4-Way match che includeva anche Dean Ambrose, Randy Orton e Roman Reigns. Nella puntata di Raw del 18 maggio, Ambrose ha reclamato la sua rivincita per il titolo a Elimination Chamber contro Rollins. Quella stessa sera, Ambrose ha interrotto un promo dell'Authority attaccando Rollins e costringendo Stephanie McMahon a dargli il match titolato dopo che Ambrose stava per colpire la testa di Rollins, appoggiata a dei blocchi di gesso, con una sedia. La settimana successiva a Raw, Ambrose è riuscito a firmare il contratto, ufficializzando di fatto il match per Elimination Chamber, dopo che l'Authority lo aveva fatto arrestare per un'aggressione involontaria ad un cameraman (in realtà architettata da Rollins).
A Payback, John Cena ha difeso con successo lo United States Championship contro Rusev in un "I Quit" match. Nella puntata di Raw del 18 maggio, l'NXT Champion Kevin Owens ha risposto alla open challenge di Cena. Dopo un confronto verbale, Owens ha attaccato Cena con la sua Pop-up Powerbomb. Nel corso della serata, dopo aver parlato con Triple H, Owens ha ottenuto il suo match contro Cena a Elimination Chamber.
Nella puntata di Raw dell'11 maggio l'Intercontinental Champion Daniel Bryan ha dovuto rendere vacante il titolo intercontinentale a causa di un grave infortunio a livello cerebrale. Il 18 maggio, a Raw, è stato dunque ufficializzato un Elimination Chamber match per il vacante Intercontinental Championship per l'omonimo evento; la sera stessa Ryback, Sheamus, King Barret, R-Truth, Rusev e Dolph Ziggler sono stati annunciati come partecipanti all'incontro. Poche ore prima dell'evento è stato annunciato che Rusev, il quale aveva subito un infortunio durante i precedenti tapings di SmackDown, non avrebbe potuto prendere parte al match; all'evento, Mark Henry si è rivelato essere il suo sostituto.
Il 17 maggio, a Payback, Big E e Kofi Kingston del New Day hanno difeso con successo il WWE Tag Team Championship contro Tyson Kidd e Cesaro in un 2-out-of-3 Falls match (vinto per 2-1). In seguito è stato annunciato che l'intero New Day (Big E, Kingston e Xavier Woods) avrebbe dovuto difendere i titoli di coppia in un Elimination Chamber match all'omonimo evento. Nella puntata di Raw del 18 maggio i Lucha Dragons (Kalisto e Sin Cara), gli Ascension (Konnor e Viktor), i Prime Time Players (Darren Young e Titus O'Neil), Tyson Kidd e Cesaro e i Los Matadores (Diego e Fernando) sono stati rivelati come sfidanti del New Day per Elimination Chamber.
A Payback, Naomi e Tamina hanno sconfitto le Bella Twins (la Divas Champion Nikki Bella e Brie Bella). Nella puntata di Raw del 18 maggio Nikki ha difeso con successo il Divas Championship contro Naomi, sconfiggendola per squalifica; al termine del match Paige ha fatto il suo ritorno, attaccando entrambe. In seguito è stato annunciato che Nikki avrebbe difeso il titolo contro Naomi e Paige in un Triple Threat match a Elimination Chamber.
Nella puntata di Raw del 18 maggio Bo Dallas ha interrotto un'intervista di Neville per poi attaccarlo dopo il suo match contro King Barrett. Nella puntata di Raw del 25 maggio Dallas ha nuovamente attaccato Neville alle spalle. In seguito è stato sancito un match tra Dallas e Neville per Elimination Chamber.

## Risultati
| #       | Incontri | Stipulazioni                                                               | Durata |
| ------- | --- | -------------------------------------------------------------------------- | ------ |
| Kickoff | Stardust ha sconfitto Zack Ryder                                                                                        | Single match                                                               | 06:12  |
| 1       | Il New Day (c) ha sconfitto gli Ascension, Cesaro e Tyson Kidd, i Los Matadores, i Lucha Dragons e i Prime Time Players | Tag team elimination chamber match per il WWE Tag Team Championship        | 23:40  |
| 2       | Nikki Bella (c) ha sconfitto Naomi e Paige                                                                              | Triple threat match per il WWE Divas Championship                          | 06:04  |
| 3       | Kevin Owens ha sconfitto John Cena                                                                                      | Single match                                                               | 20:15  |
| 4       | Neville ha sconfitto Bo Dallas                                                                                          | Single match                                                               | 08:46  |
| 5       | Ryback ha sconfitto Dolph Ziggler, King Barrett, Mark Henry, R-Truth e Sheamus                                          | Elimination chamber match per il vacante WWE Intercontinental Championship | 25:12  |
| 6       | Dean Ambrose ha sconfitto Seth Rollins (c) (con Jamie Noble, Joey Mercury e Kane) per squalifica                        | Single match per il WWE World Heavyweight Championship                     | 21:49  |

Tag team elimination chamber match
| N° eliminazione | Tag Team                                              | N° ingresso | Eliminati da           |   |
| --------------- | ----------------------------------------------------- | ----------- | ---------------------- | - |
| 1°              | Los Matadores (Diego e Fernando)                      | 4°          | The Ascension          |   |
| 2°              | The Lucha Dragons (Kalisto e Sin Cara)                | 2°          | The Ascension          |   |
| 3°              | The Ascension (Konnor e Viktor)                       | 1°          | The Prime Time Players |   |
| 4°              | Cesaro e Tyson Kidd                                   | 3°          | The Prime Time Players |   |
| 5°              | The Prime Time Players (Darren Young e Titus O'Neil)  | 5°          | The New Day            |   |
| Vincitori       | The New Day (c) (Big E, Kofi Kingston e Xavier Woods) | 6°          | -                      | - |

Elimination Chamber match per l'Intercontinental Championship
| N° eliminazione | Wrestler      | N° ingresso | Eliminato da |   |
| --------------- | ------------- | ----------- | ------------ | - |
| 1°              | King Barrett  | 1°          | R-Truth      |   |
| 2°              | R-Truth       | 3°          | Ryback       |   |
| 3°              | Mark Henry    | 4°          | Sheamus      |   |
| 4°              | Dolph Ziggler | 2°          | Sheamus      |   |
| 5°              | Sheamus       | 6°          | Ryback       |   |
| Vincitore       | Ryback        | 5°          | -            | - |